# Riccardo Filippelli
Riccardo Filippelli (4 de julio de 1980) es un deportista italiano que compite en tiro, en la modalidad de tiro al plato.
Ganó una medalla de bronce en el Campeonato Mundial de Tiro de 2018 y dos medallas en el Campeonato Europeo de Tiro, en los años 2014 y 2016.
En los Juegos Europeos de Minsk 2019 consiguió una medalla de plata en la prueba de skeet mixto.

## Palmarés internacional
| Campeonato Mundial | Campeonato Mundial       | Campeonato Mundial | Campeonato Mundial |
| Año                | Lugar                    | Medalla            | Prueba             |
| ------------------ | ------------------------ | ------------------ | ------------------ |
| 2018               | Changwon (Corea del Sur) | Medalla de bronce  | Skeet              |
| Juegos Europeos    |                          |                    |                    |
| Año                | Lugar                    | Medalla            | Prueba             |
| 2019               | Minsk (Bielorrusia)      | Medalla de plata   | Skeet mixto        |
| Campeonato Europeo |                          |                    |                    |
| Año                | Lugar                    | Medalla            | Prueba             |
| 2014               | Sarlóspuszta (Hungría)   | Medalla de bronce  | Skeet              |
| 2016               | Lonato (Italia)          | Medalla de oro     | Skeet              |